# Pałac w Chorostkowie
Pałac w Chorostkowie – wybudowany w stylu klasycystycznym pod koniec XVIII w. przez Józefa Kalasantego Lewickiego w Chorostkowie. 

## Opis
Autorzy Słownik geograficzny Królestwa Polskiego i innych krajów słowiańskich wspominają wspaniały pałac z obszernym ogrodem. W przygotowanym tuż przed I wojną światową „Ilustrowanym przewodniku po Galicyi (...)” jego autor, Mieczysław Orłowicz, wspominał w Chorostkowie pałac hr. Siemieńskich-Lewickich, w stylu „klasycznym”, położony w dużym parku.
Parterowy pałac kryty dachem dwuspadowym. Od frontu piętrowy portyk z sześcioma kolumnami doryckimi podtrzymującymi trójkątny fronton.
Współcześnie (2006 r.) jest nieużywany, lecz zdaniem Rąkowskiego w dobrym stanie. Po II wojnie światowej mieściły się w nim biura i muzeum. Istnieje także brama wjazdowa. Park zachował się w szczątkowej formie. 
Obok starego pałacu znajduje się tzw. nowy pałac - przebudowana pod koniec XIX w. oficyna nosząca cechy francuskiego neobaroku, obecnie szkoła muzyczna i biblioteka. W skład zespołu pałacowego wchodzą także neobarokowy budynek stajni i klasycystyczna ujeżdżalnia.